# Степанцов Борис Павлович
Борис Павлович Степанцев (7 грудня 1929, Москва — 21 травня 1983, Москва) — радянський режисер-мультиплікатор, художник, ілюстратор книг і діафільмів. Заслужений митець РРФСР (1972). Художній керівник студії «Мульттелефільм» творчого об'єднання «Екран» (1980—1983). Віце-президент АСІФА (1972—1982). Член журі Канського кінофестивалю у розділі «Художня анімація».

## Ранні роки та початок кар'єри
Борис Степанцев (Степанцов за народженням) народився і виріс у Москві. Ще до війни звик до мультфільмів, які дивився в кінотеатрі на Страсному бульварі, і вирішив пов'язати своє життя з комедійною мультиплікацією.
1946 року закінчив Московську художню школу та курси художників-мультиплікаторів при кіностудії «Союзмультфільм». Під час навчання дивився багато трофейних фільмів, включаючи мультфільми студії «Дісней», які мали на нього великий вплив. З 1947 до 1949 року працював художником-мультиплікатором. Після п'ятирічної служби матросом у ВМФ СРСР повернувся на студію, водночас вступивши до Московського поліграфічного інституту. Член КПРС із 1954 року.

## Союзмультфільм[2]
У 1954 році Борис Степанцев дебютував як режисер, поставивши один із перших повоєнних лялькових мультфільмів «Злодійка з наклейкою». Потім захопився мальованими мультфільмами. З 1956 по 1962 рік зняв ряд комедійних стрічок (у тому числі мультиплікаційні вставки до «Їхали ми, їхали…») спільно з режисером Євгеном Райковським і художником-постановником Анатолієм Савченком, своїм постійним партнером не тільки по більшості мультфільмів, але і книжковим ілюстраціям
Степанцеву подобався жанр сучасної казки, в якому, зокрема, було виконано «Петя та Червона Шапочка» (1958), нагороджений «Лавровим вінком» на VII Міжнародному фестивалі анімаційних фільмів в Ансі. Своєрідний сіквел «Тільки не зараз» (1962), також знятий за мотивами «постмодерної» казки Володимира Сутєєва про Петра Іванова, став одним із ранніх радянських експериментів щодо поєднання живого актора та мальованої мультиплікації.
У 1960 році Степанцев і Райковський поставили «Мурзилку на супутнику» — перший в СРСР широкоекранний мультфільм. За нього вони здобули Першу премію на XII Міжнародному кінофестивалі у Карлових Варах.
Надалі Степанцев працював один. У період з 1965 по 1970 рік зняв три свої найвідоміші мультфільми: «Вовка в Тридев'ятому царстві» (ще одну сучасну казку), «Малюк і Карлсон» і «Карлсон повернувся». У дилогії за книгами Астрід Ліндгрен Степанцев вперше у радянському кіно застосував технологію електрографії. Проте, за словами режисера, «зубоскальство» почало його втомлювати.
З 1966 по 1973 він поставив ряд драматичних мультфільмів, в основі яких лежали твори російської класичної музики. На картину «Вікно» його надихнули «Скоромовності» Сергія Прокоф'єва. Степанцев пізніше писав, що музика Прокоф'єва «сама малює те, що має відбутися на екрані, до найменшого жесту визначаючи гру персонажів … її драматургія була логічніше, точніше багатьох надуманих сюжетних ходів. Залишалося тільки слідувати їй».
«Пісня про Сокола» стала перекладенням однойменного твору Максима Горького на музику Олександра Скрябіна, а також першим широкоекранним радянським фільмом у стилі живопису за склом (целулоїдом). В екранізації балету Петра Ілліча Чайковського «Лускунчик» було використано комбіновані зйомки та ефекти, більше ніким не повторені у радянській мультиплікації.

## Останні роки життя
З 1980 року і до кінця життя Степанцев був художнім керівником студії «Мульттелефільм» творчого об'єднання «Екран». вітрила". У ньому Степанцев застосував технології соляризації та фотографіки для перетворення зображень живих акторів на кшталт малюнків та поєднання їх із художніми декораціями. За словами Йосипа Боярського, фільм йому давався складно, здавання керівництву Держтелерадіо проходило болісно, і це підірвало здоров'я режисера.
В останні роки життя також цікавився комп'ютерною графікою і тоді називав її майбутнім мультиплікації.
Борис Степанцев помер 21 травня 1983 року у віці 53 років. Як писав Ролан Биков у своїх щоденниках, «зробив зарядку та впав — інсульт». Похований на Донському цвинтарі.

## Художник-ілюстратор

### Ілюстрації до книг
Лев Аркадьєв «Пінгвіненя». М: Дитячий світ, 1963

### Ілюстрації до діафільмів
Одним із перших намалював Чебурашку та Крокодила Гену для діафільму «Крокодил Гена та його друзі» ще до виходу мультфільму[13]. Згодом під час судового позову з Леонідом Шварцманом письменник Едуард Успенський наводив у приклад Чебурашку Степанцева «з великими вухами та очима», стверджуючи, що персонаж у виконанні Шварцмана був зображений «один на один»[14][15].
З 1972 року, починаючи з діафільму «Як півник потрапив на дах», ілюстрації намальовані спільно з Анатолієм Савченком.
- 1960 — Аркадьєв Л. А. Мурзилка на супутнику
- 1961 — Чуковський К. І. Айболіт
- 1962 — Долонщиков Г. Боягузливий задира
- 1963 — Перро Ш. Червона Шапочка
- 1963 — Чуковський К. І. Муха-Цокотуха
- 1964 — Важдаєв В. М. Король-підпасок
- 1965 — Михалков С. В. Три порося
- 1966 — Пантелєєв Л. Дві жаби
- 1967 — Коростильов В. Вовка в Тридев'ятому царстві
- 1967 — Важдаєв В. М. Подарунок імператора
- 1968 — Крилов І. А. Вовк і ягня; Щука; Жаба та Вол
- 1968 — Благініна Є. А. Тюлюлюй
- 1968 — Заходер Б. В. Хрюк на ялинці
- 1969 — Успенський Е. Н. Крокодил Гена та його друзі (дві частини)
- 1971 — Чуковський К. І. Крокодил (дві частини)
- 1971 — Макушинський К. Пан Ниточка
- 1972 — Лабуле Е. Р. Л. Як півник потрапив на дах
- 1973 — Успенський Е. Н. Дядя Федір, Пес і Кіт
- 1974 — Успенський Е. Н. Бобік — мисливський пес
- 1975 — Ліндгрен А. Малий і Карлсон (дві частини)
- 1977 — Пройслер О. Маленька Баба-Яга (дві частини)
- 1978 — Ліндгрен А. Карлсон знову пустує
- 1980 — Чуковський К. І. Пента і морські пірати (дві частини)
- 1980 — Качанов Р., Успенський Е. Н. Стара Шапокляк
- 1981 — Андерсен Г.-Х. Нове вбрання короля
- 1982 — Ліндгрен А. Карлсон повернувся
- 1984 — Чуковський К. І. Телефон

## Фільмографія

### Режисер
- 1954 — «Злодійка з наклейкою»
- 1956 — «Пригоди Мурзилки» (вип. 1)
- 1957 — «Знову двійка»
- 1958 — «Петя і Червона Шапочка»
- 1960 — «Мурзилка на супутнику»
- 1962 — «Тільки не зараз»
- 1962 — «Їхали ми, їхали…» (мультиплікаційні вставки)
- 1964 — «Півень і фарби»
- 1965 — «Вовка в Тридев'ятому царстві»
- 1966 — «Вікно»
- 1967 — «Пісня про Сокола»

- 1968 — "Малюк і Карлсон

- 1970 — «Карлсон повернувся»
- 1971 — «Серце»
- 1971 — «Скрипка піонера»
- 1973 — «Лускунчик»
- 1974 — «Пригоди Чичикова. Манілов»
- 1974 — «Пригоди Чичикова. Ніздрев»
- 1976 — "Муха-Цокотуха
- 1978 — «Червоні вітрила» (експериментальний ролик)
- 1979 — «Чому ослик затявся?»
- 1982 — «Ассоль»
- 1983 — «Фітіль № 254» (сюжет «Лавина»)

### Сценарист
- 1967 — «Пісня про Сокола»
- 1971 — «Серце»
- 1973 — «Лускунчик»
- 1974 — «Пригоди Чичикова. Манілов»
- 1974 — «Пригоди Чичикова. Ніздрев»
- 1976 — «Муха-Цокотуха»
- 1979 — «Чому ослик затявся?»
- 1981 — «Казка про дурне мишеня»
- 1982 — «Ассоль»

### Художник-постановник
- 1954 — На лісовій естраді
- 1954 — Небезпечна витівка

### Художник-мультиплікатор
- 1947 — Веселий город
- 1947 — Подорож до країни велетнів
- 1948 — Сіра Шейка
- 1948 — Чемпіон
- 1949 — Гуси-лебеді
- 1949 — Лев і заєць
- 1949 — Машенькін концерт
- 1949 — Полкан і Шавка
- 1954 — Козел-музикант
- 1954 — На лісовій естраді
- 1954 — Підпис нерозбірливий
- 1955 — Незвичайний матч

## Нагороди та призи
- 1959 — «Петя і Червона Шапочка» — 2-а премія у розділі мультфільмів Всесоюзного кінофестивалю (ВКФ) у Києві
- 1960 — «Петя і Червона Шапочка» — «Лавровий вінок» за найкращий дитячий фільм на VII Міжнародному фестивалі анімаційних фільмів в Ансі (Франція)
- 1960 — «Мурзилка на супутнику» — 1-а премія за кращий дитячий фільм на XII Міжнародному кінофестивалі в Карлових Варах (ЧССР)
- 1966 -«вікно»— приз «Срібний пелікан» на МКФ мультфільмів у Мамаї (Румунія)
- 1970 — «Малюк і Карлсон» — 1-а премія в розділі мультфільмів IV ВКФ у Мінську
- 1972 — «Серце» — VI Міжнародний фестиваль фільмів соціалістичних країн з охорони здоров'я в м. Ниш(Югославія)
- 1973 — «Серце» — V Міжнародний фестиваль фільмів, присвячених роботі червоного хреста, у Варна(Болгарія)
- 1974 — «Лускунчик» — 1-а премія на МФ дитячих та юнацьких фільмів у Хіхоні (Іспанія)[3]